# Lanciné Koné
Pour les articles homonymes, voir Koné.
Lanciné Koné est un footballeur ivoirien né le 16 juin 1979 en Côte d'Ivoire. 
Il joue au poste de milieu de terrain .

## Biographie

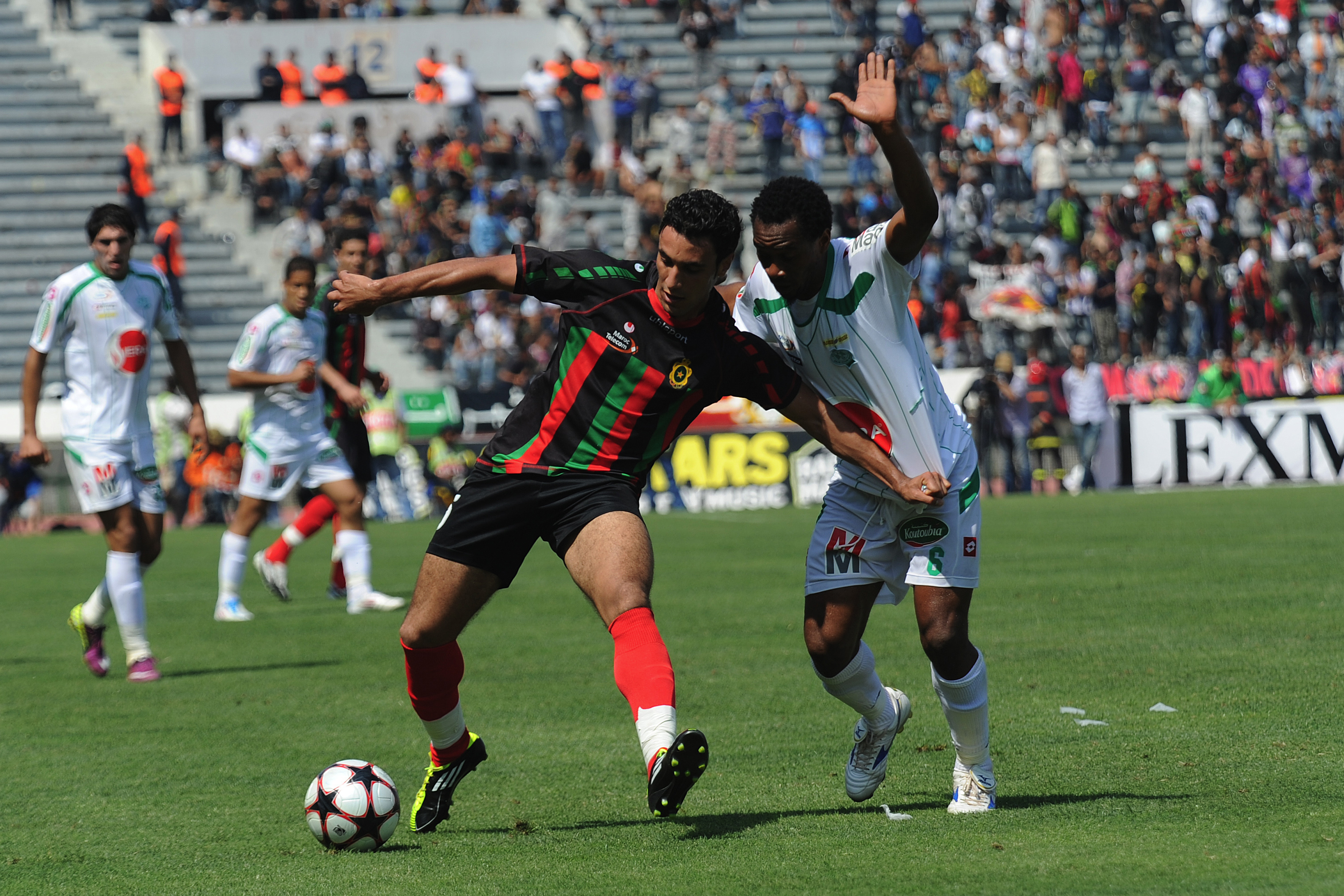

Né à Danané, en Côte d'Ivoire, il quitte son pays pour le Maroc à cinq ans avec sa famille. Il intègre le centre de formation du Kawkab de Marrakech avant de rejoindre l'équipe première. Il joue trois saisons avec le Kawkab de Marrakech avant de rejoindre l'équipe du Raja de Casablanca. Il remporte le Championnat du Maroc en 2011 avec le Raja de Casablanca.

## Palmarès
- Champion du Maroc en 2011 avec le Raja de Casablanca